# Felipe Mora
Felipe Andrés Mora Aliaga (* 2. August 1993 in Santiago) ist ein chilenischer Fußballspieler. Der Stürmer ist seit 2018 chilenischer Nationalspieler und wurde auf Vereinsebene in der Clausura 2016/17 chilenischer Meister.

## Karriere

### Verein
Felipe Mora rückte 2011 von der Jugend in die Profimannschaft von Audax Italiano auf. Er debütierte am ersten Spieltag der Apertura 2011 und wurde schnell Stammspieler beim Klub. Nach fünfeinhalb Jahren und 121 Ligaspielen wechselte der Mittelstürmer zum CF Universidad de Chile. Mit La U gewann Mora die Meisterschaft der Clausura 2016/17 und wurde mit 13 Treffern Ligatorschützenkönig. Mitte 2017 ging er dann zum mexikanischen Verein CD Cruz Azul, von dem aus er erst an die UNAM Pumas verliehen, später dann fest transferiert wurde. 2020 wurde Mora in die USA an die Portland Timbers verliehen und 2021 dann fest verpflichtet. 2020 gewann er mit den Timbers das MLS-is-Back-Turnier.

### Nationalmannschaft
Felipe Mora debütierte im Mai 2018 für die chilenische Nationalelf im Freundschaftsspiel gegen Rumänien, als er von Nationaltrainer Reinaldo Rueda in der 73. Spielminute für Gary Medel eingewechselt wurde. Danach kam er in weiteren Freundschaftsspielen und fünf Qualifikationsspielen zur Weltmeisterschaft 2022 zum Einsatz. Für das Turnier in Katar qualifizierte sich La Roja jedoch nicht. Sein bislang einziges Länderspieltor schoss Mora beim 3:2-Erfolg im Freundschaftsspiel gegen Guinea, als der Angreifer den zwischenzeitlichen 2:1-Treffer erzielte.
Zuvor war Mora bereits in der U-20-Nationalmannschaft 2013 bei der Südamerikameisterschaft in Argentinien und der Weltmeisterschaft in der Türkei aufgelaufen.

## Erfolge
Universidad de Chile
- Primera División: 2016/17-C

Portland Timbers
- MLS-is-Back-Turnier: 2020

## Auszeichnungen
- Torschützenkönig der Primera División: 2016/17-C